# Associazione Sportiva Roma 1937-1938
Questa voce raccoglie le informazioni riguardanti l'Associazione Sportiva Roma nelle competizioni ufficiali della stagione 1937-1938.

## Stagione
A causa della ristrutturazione del Campo Testaccio la squadra si trasferisce nello Stadio Flaminio. La Roma, risanata nel deficit dopo la vendita di molti giocatori e dopo il precoce abbandono del giovane attaccante Di Benedetti, scopre un nuovo talento acquistato dalla Lucchese, il giovanissimo centravanti Danilo Michelini che sigla 16 reti nella sua stagione di esordio in giallorosso. La squadra, guidata dal nuovo allenatore Guido Ara, ex Fiorentina, termina la stagione al sesto posto.

## Divise
La divisa primaria della Roma è costituita da maglia rossa, pantaloncini bianchi e calzettoni neri con banda giallorossa orizzontale; la seconda divisa presenta una maglia bianca, pantaloncini e calzettoni neri, questi con una banda giallorossa orizzontale; in alcune partite fuori casa viene usata una divisa completamente nera, con i calzettoni ornati da una banda giallorossa orizzontale. I portieri hanno due divise, entrambe nere: la prima presenta decorazioni circolari gialle nella parte superiore della maglia, la seconda ha colletto a polo e bordi manica bianchi.
| Casa | Trasferta | Terza divisa | 1ª div. portiere | 2ª div. portiere |

## Organigramma societario
Di seguito l'organigramma societario.
Area direttiva
- Presidente:  Igino Betti

Area tecnica
- Allenatore: Guido Ara

## Rosa
Di seguito la rosa.
| N. |                   | Ruolo | Calciatore                   |
| -- | ----------------- | ----- | ---------------------------- |
|    | Italia (bandiera) | P     | Cesare Francalancia          |
|    | Italia (bandiera) | P     | Guido Masetti                |
|    | Italia (bandiera) | P     | Cesare Valinasso             |
|    | Italia (bandiera) | D     | Erminio Asin                 |
|    | Italia (bandiera) | D     | Renato Cipriani              |
|    | Italia (bandiera) | D     | Andrea Gadaldi               |
|    | Italia (bandiera) | D     | Eraldo Monzeglio             |
|    | Italia (bandiera) | D     | Enrico Schiavetti            |
|    | Italia (bandiera) | C     | Fulvio Bernardini (capitano) |
|    | Italia (bandiera) | C     | Mario De Grassi              |
|    | Italia (bandiera) | C     | Aldo Donati                  |

| N. |                   | Ruolo | Calciatore          |
| -- | ----------------- | ----- | ------------------- |
|    | Italia (bandiera) | C     | Evaristo Frisoni    |
|    | Italia (bandiera) | C     | Antonio Fusco       |
|    | Italia (bandiera) | C     | Alfredo Mazzoni     |
|    | Italia (bandiera) | C     | Franco Scaramelli   |
|    | Italia (bandiera) | C     | Pietro Serantoni    |
|    | Italia (bandiera) | A     | Amedeo Amadei       |
|    | Italia (bandiera) | A     | Ermes Borsetti      |
|    | Italia (bandiera) | A     | Oliviero Mascheroni |
|    | Italia (bandiera) | A     | Danilo Michelini    |
|    | Italia (bandiera) | A     | Otello Subinaghi    |

## Calciomercato
Di seguito il calciomercato.
| Acquisti | Acquisti            | Acquisti   | Acquisti   |
| R.       | Nome                | da         | Modalità   |
| -------- | ------------------- | ---------- | ---------- |
| D        | Erminio Asin        | Ponziana   | definitivo |
| C        | Mario De Grassi     | Monfalcone | definitivo |
| C        | Aldo Donati         | Bologna    | definitivo |
| C        | Ermes Borsetti      | Fiorentina | definitivo |
| A        | Oliviero Mascheroni | Sanremese  | definitivo |
| A        | Danilo Michelini    | Lucchese   | definitivo |

| Cessioni | Cessioni            | Cessioni    | Cessioni   |
| R.       | Nome                | a           | Modalità   |
| -------- | ------------------- | ----------- | ---------- |
| P        | Archimede Nardi     | Lazio       | definitivo |
| D        | Luigi Allemandi     | Venezia     | definitivo |
| D        | Roberto Allemandi   | Salernitana | definitivo |
| D        | Nazzareno Celestini | MATER       | definitivo |
| D        | Alfredo Marini      | Rimini      | definitivo |
| C        | Renato Cattaneo     | Asti        | definitivo |
| C        | Ugo Cerroni         | Fiorentina  | definitivo |
| C        | Gastone Prendato    | Padova      | definitivo |
| C        | Glauco Signorini    | -           | svincolato |
| C        | Ernesto Tomasi      | Juventus    | definitivo |
| A        | Dante Di Benedetti  | Fiorentina  | definitivo |
| A        | Domenico D'Alberto  | Lucchese    | definitivo |
| A        | Mario Marchegiani   | Sanremese   | definitivo |

## Risultati

### Serie A

#### Girone di andata
| Arbitro: | Barlassina (Novara) |

|                                       |           |  |
| Michelini 7’, 46’, 49’ Scaramelli 39’ | Marcatori |  |

| Arbitro: | Scorzoni (Bologna) |

|             |           |               |
| Peretti 73’ | Marcatori | 20’ Serantoni |

| Arbitro: | Scotto (Savona) |

|                              |           |           |
| Michelini 50’ Mascheroni 83’ | Marcatori | 69’ Gerbi |

| Arbitro: | Barlassina (Novara) |

|           |           |             |
| Piola 66’ | Marcatori | 89’ Frisoni |

| Arbitro: | Saracini (Ancona) |

|                                                              |           |  |
| Borsetti 41’, 71’ Subinaghi 59’ Michelini 73’ Mascheroni 77’ | Marcatori |  |

| Arbitro: | Scarpi (Dolo) |

|  |           |                             |
|  | Marcatori | 2’ Michelini 25’ Mascheroni |

| Arbitro: | Barlassina (Novara) |

|                |           |  |
| Maini 37’, 61’ | Marcatori |  |

| Arbitro: | Ciamberlini (Genova) |

|                           |           |              |
| Michelini 4’ Borsetti 45’ | Marcatori | 73’ Rossetti |

| Arbitro: | Saracini (Ancona) |

|                           |           |  |
| Capocasale 54’ Grossi 57’ | Marcatori |  |

| Arbitro: | Scarpi (Dolo) |

|             |           |  |
| Moretti 45’ | Marcatori |  |

| Arbitro: | Scotto (Savona) |

|                             |           |           |
| Subinaghi 5’ Mascheroni 15’ | Marcatori | 19’ Borel |

| Arbitro: | Bertolio (Torino) |

|  |           |                            |
|  | Marcatori | 18’ Michelini 88’ Borsetti |

| Trieste 19 dicembre 1937 13ª giornata | Triestina         | 0 – 0 referto | Roma | Stadio del Littorio (8.000 circa spett.)\| Arbitro: \| Zelocchi (Modena) \| |
| Arbitro:                              | Zelocchi (Modena) |               |      |                                                                             |

| Arbitro: | Ciamberlini (Genova) |

|              |           |              |
| Borsetti 53’ | Marcatori | 41’ Ferraris |

| Arbitro: | Barlassina (Novara) |

|               |           |                                     |
| Michelini 67’ | Marcatori | 43’ Arcari 61’ Barsanti 75’ Bigogno |

#### Girone di ritorno
| Arbitro: | Scorzoni (Bologna) |

|                 |           |                                                |
| Di Benedetti 9’ | Marcatori | 4’, 61’ Subinaghi 44’ Mascheroni 75’ Michelini |

| Arbitro: | Pirovano (Monza) |

|               |           |  |
| Michelini 62’ | Marcatori |  |

| Arbitro: | Pizziolo (Firenze) |

|                                 |           |                            |
| Frisoni 66’ (aut.) Venditto 73’ | Marcatori | 9’ Borsetti 47’ Mascheroni |

| Arbitro: | Barlassina (Novara) |

|                           |           |              |
| Michelini 6’ Borsetti 88’ | Marcatori | 18’ Camolese |

| Arbitro: | Soliani (Genova) |

|                         |           |  |
| Rosellini 31’ Coppa 72’ | Marcatori |  |

| Arbitro: | Mastellari (Bologna) |

|                                 |           |            |
| Procura 5’ (aut.) De Grassi 34’ | Marcatori | 53’ Perani |

| Arbitro: | Mazza (Torre del Greco) |

|  |           |            |
|  | Marcatori | 67’ Busoni |

| Arbitro: | Leoni (Milano) |

|                            |           |               |
| Baldi 12’, 89’ Ferrero 23’ | Marcatori | 66’ Michelini |

| Arbitro: | Moretti (Genova) |

|                                        |           |                              |
| Borsetti 67’ (rig.), 89’ Michelini 83’ | Marcatori | 73’ (rig.) Grossi 80’ Grolli |

| Arbitro: | Zelocchi (Modena) |

|                                       |           |           |
| Michelini 7’ Borsetti 59’ (rig.), 90’ | Marcatori | 67’ Boffi |

| Torino 27 marzo 1938 26ª giornata | Juventus          | 0 – 0 referto | Roma | Stadio Benito Mussolini\| Arbitro: \| Galeati (Bologna) \| |
| Arbitro:                          | Galeati (Bologna) |               |      |                                                            |

| Arbitro: | Saracini (Ancona) |

|               |           |  |
| Michelini 66’ | Marcatori |  |

| Arbitro: | Ciamberlini (Genova) |

|                |           |              |
| Mascheroni 25’ | Marcatori | 15’ Trevisan |

| Arbitro: | Zelocchi (Modena) |

|             |           |  |
| Ferrari 29’ | Marcatori |  |

| Arbitro: | Scarpi (Dolo) |

|            |           |                |
| Arcari 80’ | Marcatori | 26’ Mascheroni |

### Coppa Italia

#### Fase finale
| Arbitro: | Barbieri (Genova) |

|               |           |                                            |
| Balzarini 30’ | Marcatori | 57’ De Grassi 100’ Borsetti 113’ Michelini |

| Arbitro: | Scorzoni (Bologna) |

|                                                    |           |                           |
| Rocco 18’ Mian 53’ Biagi 98’ Buscaglia 100’ (rig.) | Marcatori | 1’ Borsetti 50’ Michelini |

## Statistiche

### Statistiche di squadra
Di seguito le statistiche di squadra.
| Competizione | Punti | In casa | In casa | In casa | In casa | In casa | In casa | In trasferta | In trasferta | In trasferta | In trasferta | In trasferta | In trasferta | Totale | Totale | Totale | Totale | Totale | Totale | DR  |
| Competizione | Punti | G       | V       | N       | P       | Gf      | Gs      | G            | V            | N            | P            | Gf           | Gs           | G      | V      | N      | P      | Gf     | Gs     | DR  |
| ------------ | ----- | ------- | ------- | ------- | ------- | ------- | ------- | ------------ | ------------ | ------------ | ------------ | ------------ | ------------ | ------ | ------ | ------ | ------ | ------ | ------ | --- |
| Serie A      | 36    | 15      | 11      | 2       | 2       | 30      | 14      | 15           | 3            | 6            | 6            | 14           | 17           | 30     | 14     | 8      | 8      | 44     | 31     | +13 |
| Coppa Italia |       | 0       | 0       | 0       | 0       | 0       | 0       | 2            | 1            | 0            | 1            | 5            | 5            | 2      | 1      | 0      | 1      | 5      | 5      | 0   |
| Totale       |       | 15      | 11      | 2       | 2       | 30      | 14      | 17           | 4            | 6            | 7            | 19           | 22           | 32     | 15     | 8      | 9      | 49     | 36     | +13 |

### Andamento in campionato[8]
| Giornata  | 1 | 2 | 3 | 4 | 5 | 6 | 7 | 8 | 9 | 10 | 11 | 12 | 13 | 14 | 15 | 16 | 17 | 18 | 19 | 20 | 21 | 22 | 23 | 24 | 25 | 26 | 27 | 28 | 29 | 30 |
| --------- | - | - | - | - | - | - | - | - | - | -- | -- | -- | -- | -- | -- | -- | -- | -- | -- | -- | -- | -- | -- | -- | -- | -- | -- | -- | -- | -- |
| Luogo     | C | T | C | T | C | T | T | C | T | T  | C  | T  | T  | C  | C  | T  | C  | T  | C  | T  | C  | C  | T  | C  | C  | T  | C  | C  | T  | T  |
| Risultato | V | N | V | N | V | V | P | V | P | P  | V  | V  | N  | N  | P  | V  | V  | N  | V  | P  | V  | P  | P  | V  | V  | N  | V  | N  | P  | N  |
| Posizione | 1 | 3 | 2 | 2 | 2 | 1 | 2 | 1 | 3 | 6  | 3  | 2  | 3  | 2  | 5  | 4  | 4  | 4  | 4  | 4  | 4  | 6  | 7  | 7  | 6  | 7  | 6  | 7  | 7  | 6  |

Legenda:

Luogo: C = Casa; T = Trasferta. Risultato: V = Vittoria; N = Pareggio; P = Sconfitta.

### Statistiche dei giocatori
Desunte dalle edizioni cartacee dei giornali dell'epoca.
| Giocatore       | Serie A  | Serie A | Coppa Italia | Coppa Italia | Totale   | Totale |
| Giocatore       | Presenze | Reti    | Presenze     | Reti         | Presenze | Reti   |
| --------------- | -------- | ------- | ------------ | ------------ | -------- | ------ |
| C. Francalancia | 0        | -0      | 0            | -0           | 0        | -0     |
| G. Masetti      | 21       | -19     | 2            | -5           | 23       | -24    |
| C. Valinasso    | 9        | -12     | 0            | -0           | 9        | -12    |
| E. Asin         | 4        | 0       | 0            | 0            | 4        | 0      |
| R. Cipriani     | 0        | 0       | 0            | 0            | 0        | 0      |
| A. Gadaldi      | 30       | 0       | 2            | 0            | 32       | 0      |
| E. Monzeglio    | 26       | 0       | 2            | 0            | 28       | 0      |
| E. Schiavetti   | 1        | 0       | 0            | 0            | 1        | 0      |
| F. Bernardini   | 23       | 0       | 2            | 0            | 25       | 0      |
| M. De Grassi    | 1        | 1       | 1            | 1            | 2        | 2      |
| A. Donati       | 19       | 0       | 1            | 0            | 20       | 0      |
| E. Frisoni      | 29       | 1       | 2            | 0            | 31       | 1      |
| A. Fusco        | 16       | 0       | 0            | 0            | 16       | 0      |
| A. Mazzoni      | 5        | 0       | 1            | 0            | 6        | 0      |
| F. Scaramelli   | 17       | 1       | 2            | 0            | 19       | 1      |
| P. Serantoni    | 23       | 1       | 1            | 0            | 24       | 1      |
| A. Amadei       | 4        | 0       | 0            | 0            | 4        | 0      |
| E. Borsetti     | 30       | 11      | 2            | 2            | 32       | 13     |
| O. Mascheroni   | 25       | 8       | 2            | 0            | 27       | 8      |
| D. Michelini    | 29       | 16      | 2            | 2            | 31       | 18     |
| O. Subinaghi    | 18       | 4       | 0            | 0            | 18       | 4      |

### Videografia
- Manuela Romano (a cura di), La storia della A.S. Roma (10 DVD-Video), Corriere dello Sport, Rai Trade, 2006.